# Rubiás (Lugo)
Rubiás (llamada oficialmente San Xillao de Rubiás) es una parroquia española del municipio de Lugo, en la provincia de Lugo, Galicia.

## Otras denominaciones
La parroquia también es conocida por el nombre de San Xulián de Rubiás.

## Organización territorial
La parroquia está formada por cuatro entidades de población, constando tres de ellas en el nomenclátor del Instituto Nacional de Estadística español:
- Aldea de Abaixo (A Aldea de Abaixo)
- Dornas (As Dornas)
- Vila (A Vila)
- Viladónega

## Demografía
| Gráfica de evolución demográfica de Rubiás entre 2000 y 2020 |
|                                                              |
| Datos según el nomenclátor publicado por el INE.             |